# Motonormativität

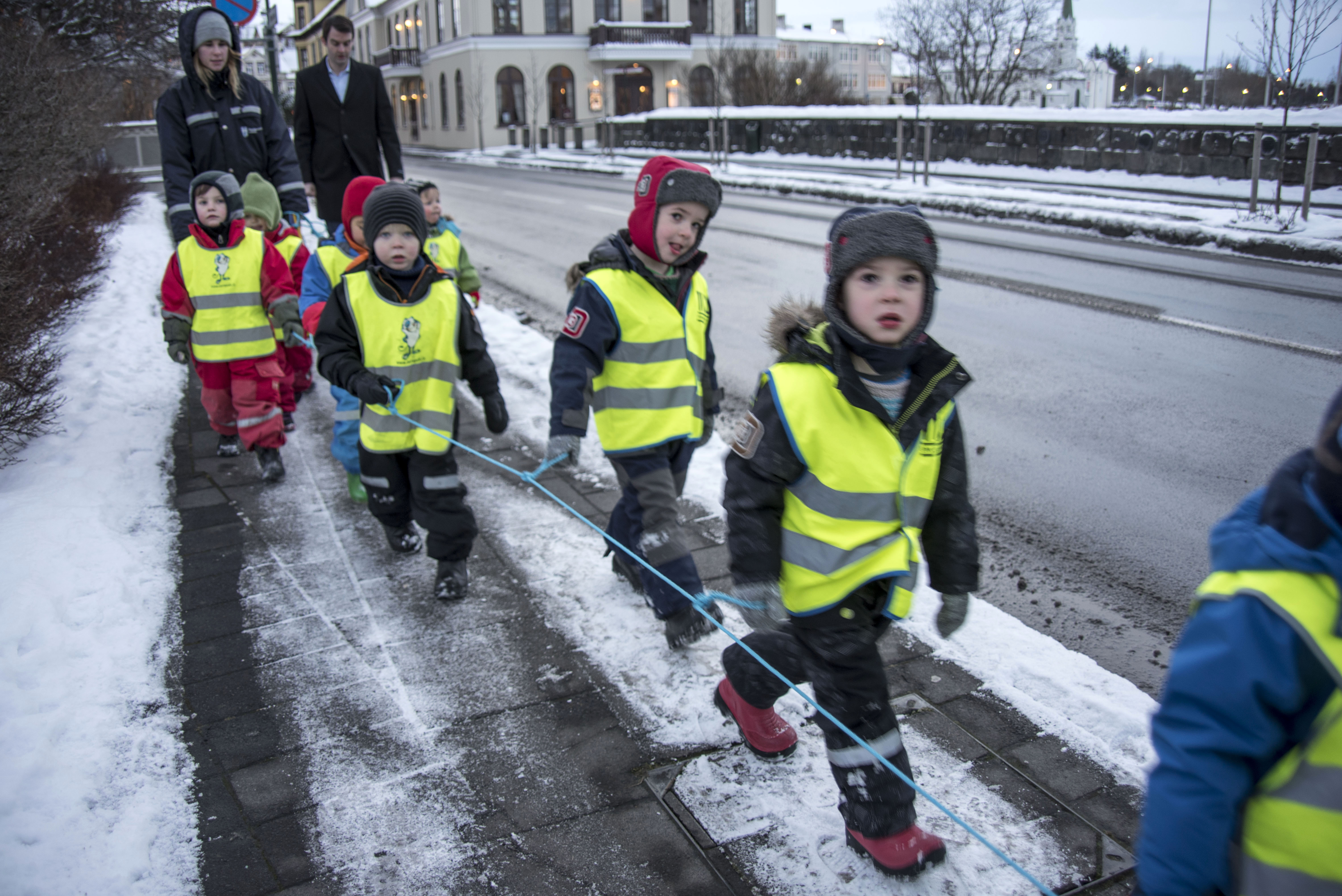
Straßenszene in Island 2014: Kinder tragen auffällige normierte Kleidung, um nicht überfahren zu werden, da der Autoverkehr angeblich eine zu akzeptierende Gefahr ist, an die sich andere anpassen müssen.

Motonormativität (englisch motonormativity, windshield bias oder car brain) ist ein aus dem Englischen stammender Begriff für eine kognitive Verzerrung, bei der davon ausgegangen wird, dass Besitz und Nutzung von Kraftfahrzeugen eine unauffällige Soziale Norm ist. Dabei werden u. a. der Nutzen von Personenkraftwagen über- und die Risiken unterschätzt (siehe auch Halo-Effekt). Diese Fehleinschätzung treffen allerdings nicht nur Autofahrende, sondern auch andere Verkehrsteilnehmende.

## Begriffsprägung
Der Begriff wurde von dem Psychologen Ian Walker und Kollegen in einer 2023 veröffentlichten Studie geprägt.

## Beschreibung und Bedeutung
Motonormativität ist kein Vorurteil, das sich nur auf Autofahrer beschränkt, sondern ein Merkmal autozentrierter Gesellschaften. Walker hat argumentiert, dass eine Folge der motonormativen Voreingenommenheit darin besteht, dass jeder Versuch, die Autonutzung zu reduzieren, nicht als das gesehen wird, was er ist, sondern als Versuch interpretiert wird, die persönliche Freiheit zu beschneiden. Dieser Effekt wurde nicht nur im bekanntermaßen autoabhängigen Nordamerika, sondern weltweit dokumentiert.

## Geschichte
Während der Begriff in den 2020er-Jahren geprägt wurde, haben bereits im frühen 20. Jahrhundert erste Kritiker wie Lewis Mumford die Entwicklung hin zur Motonormativität beschrieben und kritisiert.
Als Ursache von Motonormativität kann man die Sozialisierung in einer vom Automobil abhängigen Gesellschaft sehen. Eine solche hat sich in westlichen Ländern und insbesondere in den USA gegen Ende des Zweiten Weltkriegs unter dem Einfluss der Automobil- und Ölindustrie durch massiven Lobbyismus und Beeinflussung der öffentlichen Debatte rasch entwickelt.

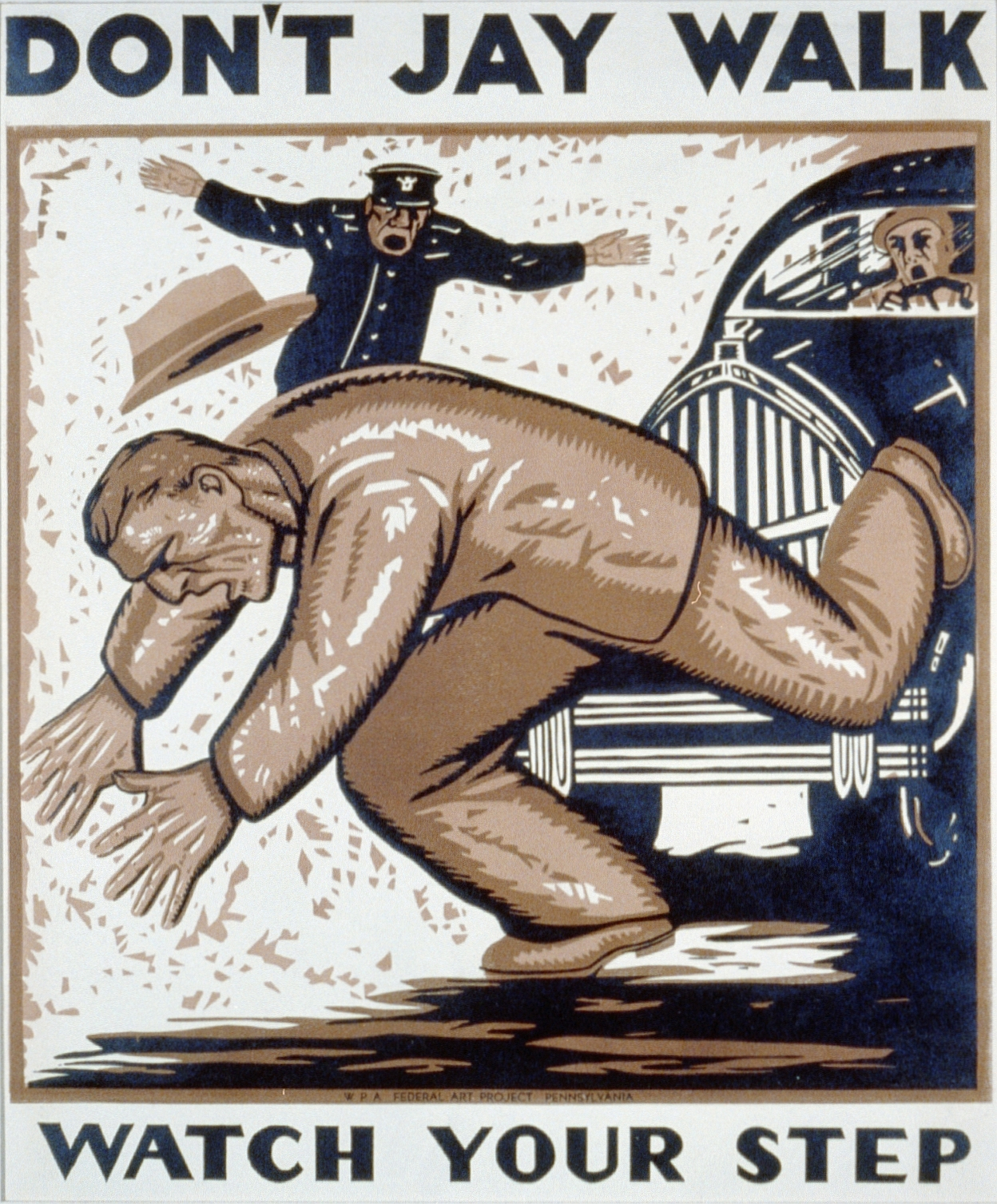
Farbholzschnitt-Plakat aus dem Jahr 1937 mit einer Mahnung vor dem „Jaywalking“ (Überqueren einer Straße an einer willkürlichen Stelle).

Als Beispiel für die Entwicklung der öffentlichen Debatte um den Vorrang im Straßenraum wird oft der im Englischen eingeführte Begriff des „Jaywalkings“ angeführt (Englisch für das Überqueren einer Straße bei roter Ampel oder jenseits von Zebrastreifen). Dieser wurde in den 1930er Jahren geprägt und führte zu einer Verschiebung der öffentlichen Wahrnehmung in der Diskussion um soziale Normen und akzeptierte Verhaltensformen in der Stadt, mit der auch eine Verschiebung der Schuldzuweisung einherging. In New York trat im Oktober 2024 ein Gesetz in Kraft, das das Jaywalking erlaubt. Schon im Juli 2023 wurde in Kalifornien mit dem Freedom to Walk Act dieses Überquerungsverbot aufgehoben.

## Beispiele
Walker hat bestimmte Verkehrssicherheitskampagnen, die sich an Kinder richten, als Beispiel für Motonormativität angeführt: Indem sie Kinder ermutigen, bunte Kleidung zu tragen, um nicht überfahren zu werden, normalisieren solche Kampagnen die Vorstellung, dass der Autoverkehr eine zu akzeptierende Gefahr ist, an die sich andere anpassen müssen, und zwar in einer Weise, die in anderen Zusammenhängen als Täter-Opfer-Umkehr erkannt werden würde. Ein weiteres Beispiel für Motonormativität ist gesundheitsschädliche Luftverschmutzung. Während drei von vier Befragten es für inakzeptabel hielten, in der Nähe von Unbeteiligten zu rauchen, wird die enorme gesundheitliche Belastung durch Kraftfahrzeuge mit Verbrennungsmotor weitestgehend akzeptiert.
Die Motonormativität kann sich auf Planungsentscheidungen auswirken, so dass z. B. ein neues Krankenhaus außerhalb der Stadt gebaut wird, obwohl es dadurch für Stadtbewohner, die kein Auto benutzen, schlechter erreichbar ist. Aktivist Raúl Aguayo-Krauthausen und Autorin Katja Diehl argumentieren, dass bei der konventionellen, autofokussierten Städteplanung die Belange von Menschen, die beispielsweise aus körperlichen oder finanziellen Gründen nicht Auto fahren können, nicht ausreichend berücksichtigt werden.

## Lösungsansätze
Durch bewusste Infrastrukturplanung kann der negative Einfluss von Motonormativität verringert werden. Obwohl die Probleme einer auf das Automobil fokussierten Infrastrukturplanung seit Jahrzehnten bekannt sind, wurde bisher nur wenig dagegen unternommen. Als entscheidende Faktoren für den Umstieg auf umweltfreundlichere Alternativen werden oft Verfügbarkeit und Sicherheit derselben angesehen. Als Vorreiter gelten Städte wie Utrecht, wo das Fahrradfahren erfolgreich als alternative Fortbewegungsmethode gefördert wurde.

## Weitere Informationen
- Goddard T: Windshield Bias, Car Brain, Motornormativity: Different Names, Same Obscured Public Health Hazard. In: Findings. 30. August 2024, ISSN 2652-8800, doi:10.32866/001c.122974 (englisch).
- Innocenti A, Lattarulo P, Pazienza MG: Car stickiness: Heuristics and biases in travel choice. In: Transport Policy. 25. Jahrgang, 2013, S. 158–168, doi:10.1016/j.tranpol.2012.11.004 (englisch).
- Laura Aston, James Reynolds: We Need to Talk about Streets. In: Planning News. 49. Jahrgang, Nr. 8, 2023, S. 16–17 (englisch, informit.org).
- Carspiracy - You’ll Never See The World The Same Way Again auf YouTube